# Йозеф Грегор
Йозеф Грегор (26 жовтня 1888, Чернівці — 12 жовтня 1960, Відень) був австрійським письменником, істориком театру та лібретистом. Працював директором Австрійської національної бібліотеки.

## Життя і кар'єра
Йозеф Грегор народився в Чернівцях. Він вивчав музикознавство та філософію у Віденському університеті, який закінчив у 1911 році. Він працював під керівництвом Макса Рейнхардта як асистент режисера, а в 1912—1914 роках як викладач музики в Чернівецькому університеті Франца-Йозефа. У 1918 році він працював у Австрійській національній бібліотеці у Відні. Там він у 1922 році заснував Театральну колекцію, до якої після 1929 року включив фільми. У 1932—1938 та 1943—1945 роках він також викладав у акторському семінарі Макса Рейнхардта, отримавши звання «професор» у 1933 році. Грегор написав кілька ілюстрованих памфлетів, подібних до тієї, що була опублікована в 1930 році під назвою: Wiens letzte große Theaterzeit («Остання велика театральна епоха Відня»). Це був том 12 із серії Denkmäler des Theaters («Театральні пам'ятники»), де описувалися відомі сценографії, театральні художники та костюми. Він пішов у відставку з посади в Національній бібліотеці в 1953 році.
Роль Грегора в епоху націонал-соціалізму була суперечливою: Грегор включив багато бібліотек політично переслідуваних інтелектуалів до Австрійської національної бібліотеки. Одні кажуть, що він зробив це, щоб врятувати ці бібліотеки, інші стверджують, що Грегор нажився на політичних переслідуваннях. Типовим прикладом є придбання Грегором колекції автографів Стефана Цвейга в 1937 році; Грегор часто листувався з Цвейгом. Оскар Пауш стверджує, що Грегор намагався захистити колекцію Цвейга після зміни режиму в 1938 році, тоді як інші оцінюють роль бібліотекаря більш критично.

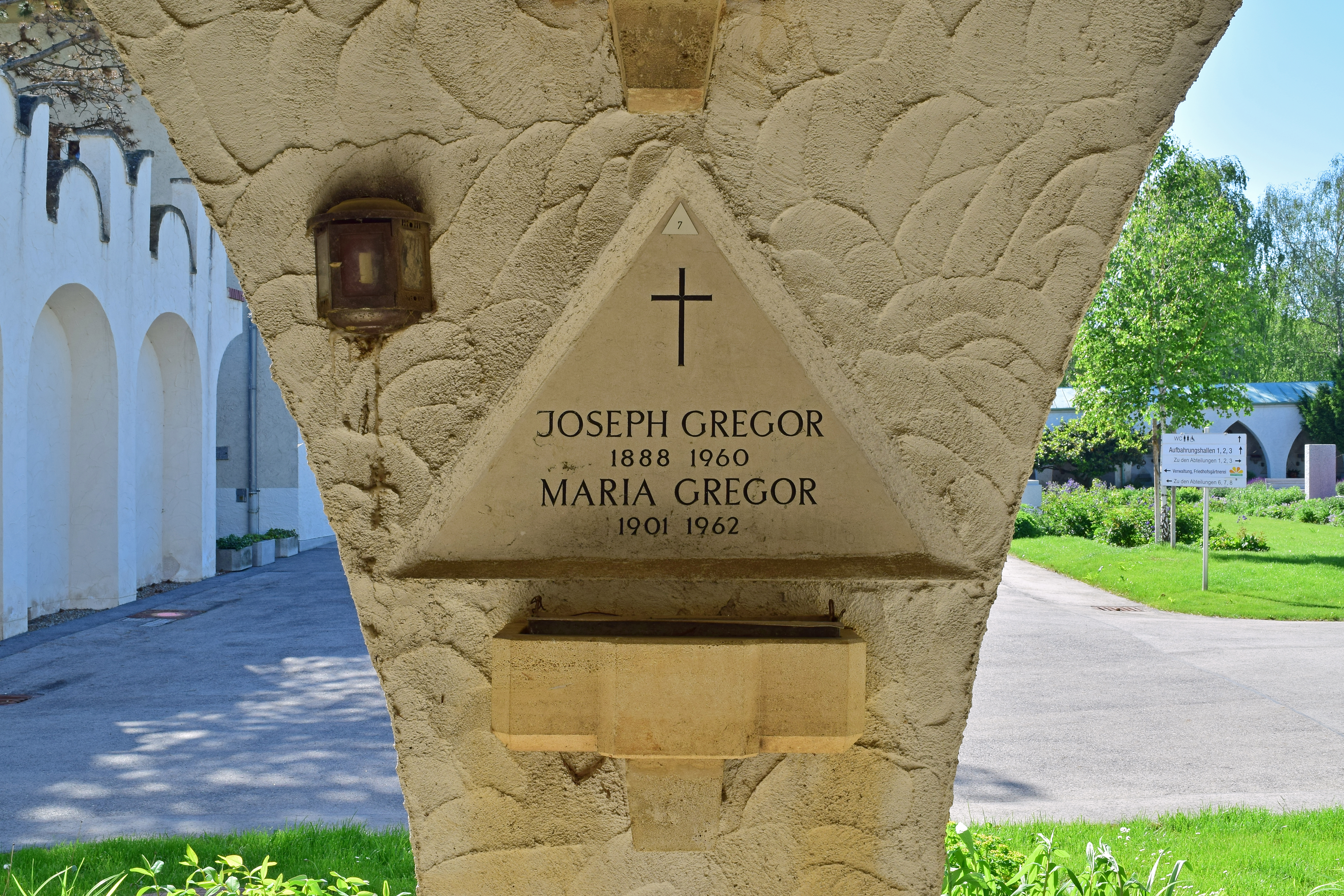
Могила Йозефа Грегора у Зіммеринзькому крематорії, Відень

Його кремували у Зіммеринзькому крематорії у Відні, де його прах зберігається в аркадному дворі. Його син Честмір Грегор став відомим композитором.

## Співпраця з Ріхардом Штраусом
Через рік після захоплення влади націонал-соціалістами в Німеччині єврейський лібретист Стефан Цвейг втік до Лондона, залишивши Ріхарда Штрауса шукати нового лібретиста. Спочатку рекомендований Цвейгом, Джозеф Грегор написав три лібрето для Ріхарда Штрауса: Friedenstag (1938), Daphne (1938) і Die Liebe der Danae (1944), а також долучився до текстів Capriccio (1942) і посмертної шкільної опери Des Esels Schatten. Ніколи не був повністю впевнений у таланті Грегора як лібретиста, Штраус відхилив його проекти трьох інших творів: «Целестина», «Семіраміда» та «Помста Афродіти».
Штраус планував у 1940 році, за пропозицією Гайнца Древеса та Ганса Йоахіма Мозера, співпрацювати з Грегором над переробленим лібрето для опери Jessonda. Коли Грегор запропонував переписати текст опери Die schweigsame Frau замість лібрето Стефана Цвейга, Штраус відмовився і також вийшов з проекту Jessonda.

## Внесок у націонал-соціалістичну пропаганду
Грегор став одним із головних театральних учених на службі Третього Рейху, хоча фашистська влада стримано ставилася до нього через його редакторську роботу в журналі Die Theater der Welt («Театри світу») у 1936—1937 роках; він представив деяких євреїв у прихильному вигляді. З іншого боку, його нон-фікшн твори, а також лібрето до опери Штрауса «Фріденстаг» були популярні серед високопоставлених нацистів. Той факт, що він публікував стільки ж, скільки й у період між 1940 і 1944 роками, свідчить про те, що він користувався прихильністю високопосадовців. Його книга 1943 року про театр «народу Остмарка» показово використовувала ідеологічно навантажені терміни. Тільки в 1944 році шість видань Грегора з'явилося на книжковому та музичному ринку, який був сильно обмежений дефіцитом паперу та фашистською цензурою. Однак його внесок у пропаганду Третього рейху залишається неоднозначним, оскільки він довгий час вважався євреєм. Сам Грегор рішуче заперечував своє семітське коріння.

## Праці (всі німецькою)
Грегор був одним із провідних театрознавців свого часу. Він написав кілька стандартних робіт, у тому числі періодичне видання під назвою «Шаушпільфюрер» з Маргрет Дітріх і Вольфгангом Грайзенеггером, обидва з яких зробили престижну кар'єру вчених театру у Віденському університеті. Крім того, Грегор написав біографії Александра Македонського, Вільяма Шекспіра та Ріхарда Штрауса.
- Das amerikanische Theater und Kino. Zwei kulturgeschichtliche Abhandlungen, Amalthea-Verlag, Leipzig, 1931 (разом з Рене Фюлеп-Міллером)
- Weltgeschichte des Theaters, Phaidon Press, 1933 Zurich (всесвітня історія театру)
- Shakespeare, Phaidon Press, Vienna 1935
- Perikles: Griechenlands Größe und Tragik, Munich 1938 та 1944
- Richard Strauss, der Meister der Oper. Mit Briefen des Komponisten und 28 Bildern, Piper, Munich 1939 (про Штрауса як оперного композитора, включаючи добірку листів та ілюстрацій)
- Alexander der Grosse: Die Weltherrschaft einer Idee, Piper, Munich 1940 (у сенсі домінування та впливу «великих», Грегор описує Александра Македонського (Великого))
- Kulturgeschichte der Oper. Ihre Verbindung mit dem Leben, den Werken des Geistes und der Politik, Vienna 1941 and 21950 (історія опери)
- Das Theater des Volkes in der Ostmark. Vienna 1943 (цей твір, у назві якого чітко використано фашистську назву Австрії, присвячений народним аспектам австрійського театру)
- Kulturgeschichte des Balletts: seine Gestaltung und Wirksamkeit in der Geschichte und unter den Künsten, Gallus Verlag, Vienna 1944 (історія балету)
- Weltgeschichte des Theaters 1: Von den Ursprüngen bis zum Ausgang des Barocktheaters, Piper, 1944 (всесвітня історія театру від його витоків до епохи бароко)
- Die Akademie der bildenden Künste in Wien: ein Abriß ihrer Geschichte aus Anlaß des 250jährigen Bestehens (1692—1942), Vienna 1944 (ювілейний том, присвячений Віденській академії наук)
- Geschichte des österreichischen Theaters von seinen Ursprüngen bis zum Ende der Ersten Republik, Donau-Verlag, Vienna, 1948 (історія австрійського театру, цього разу без терміну Ostmark)
- Der Schauspielführer: Lexikon der deutschsprachigen und internationalen Dramatik, founded in 1953 (серія путівників про сучасні театри, художників і вистави)

### Лібретто
- Friedenstag, Opera (разом зі Стефаном Цвейгом у 1934/35). Музика (1934–36): Ріхард Штраус. Прем'єра в Мюнхені, 24 липня 1938 (Національний театр)
- Daphne (1935/36) Буколічна трагедія (Опера). Музика (1936/37): Ріхард Штраус. Прем'єра 15 жовтня 1938 року в Дрездені (Опера Земпера)
- Die Liebe der Danae (1936–40). Весела міфологія (опера). Музика (1938–40): Ріхард Штраус. Прем'єра 14 серпня 1952 року в Зальцбурзі (Grosses Festspielhaus)
- Capriccio (1935–39). Розмова на музику (опера, разом зі Стефаном Цвейгом, Ріхардом Штраусом, Клеменсом Краусом і Гансом Сваровським). Музика (1939–42): Ріхард Штраус. Прем'єра в Мюнхені, 28 жовтня 1942 (Національний театр)
- An den Baum Daphne («Кохане дерево! Здалеку ти махаєш…»). Мотет. Музика (1943): Ріхард Штраус (TrV 272a, AV 137)
- Флоріан Гейер, Опера. Музика: Ганс Еберт (1889—1952)